# Cupertino
Cupertino [ˌkuːpərˈtiːnoʊ] ist eine Stadt im Santa Clara County im US-Bundesstaat Kalifornien mit 60.381 Einwohnern (Stand: 2020). Sie liegt westlich von San José, dem County-Hauptsitz und südlich von Sunnyvale und der Bucht von San Francisco. 
Die Stadt wurde nach dem italienischen Mönch Josef von Copertino benannt, dessen Name sich von seinem Geburtsort Copertino in heutigen Italien ableitet.

## Geographie
Cupertino liegt im  Silicon Valley. Im Osten grenzt die Stadt an San José und Santa Clara. Richtung Norden findet man die Städte Sunnyvale und Mountain View. Im Westen sind einige Parks angesiedelt, wie der Stevens Creek Country Park oder der Rancho San Antonio.

### Klima
In Cupertino gibt es über das Jahr etwa 265 sonnige Tage und 61 regnerische Tage. Schnee fällt sehr selten. Der wärmste Monat ist der August mit etwa 20 °C und der Kälteste der Dezember mit 10 °C. Der Jahresniederschlag beträgt 159,5 mm und ist im Februar mit durchschnittlich 39,4 mm am Höchsten. Es gibt ausschließlich aride Monate. Cupertino liegt im Bereich der Subtropen.

## Wirtschaft
Etwa 52 % der Arbeitsstellen in Cupertino sind im Bereich der Produktion (26,2 %) und technische und wissenschaftliche Aufgabengebiete (26,3 %). Einen kleinen Anteil von 7,3 % gibt es auch im Bereich der Bildung.

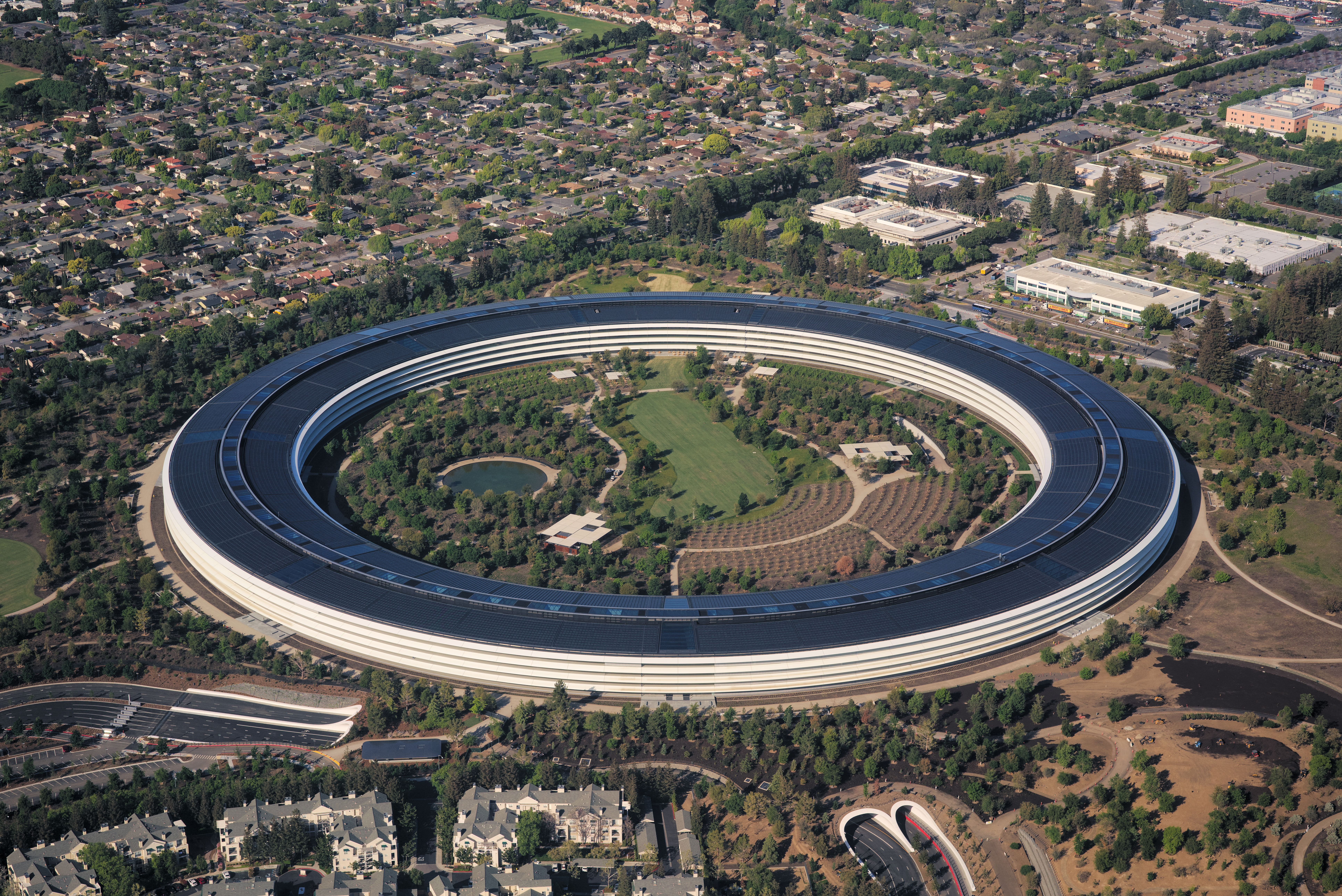
Luftaufnahme des Apple Park in Cupertino

Der Elektronikkonzern Apple ist der mit Abstand größte Arbeitgeber in Cupertino, was sich durch den im April 2017 eröffneten Apple Park noch weiter verstärkt hat. Weitere Computertechnologie-Unternehmen wie die amerikanische Niederlassung von Trend Micro oder Zend Technologies (früher auch Symantec) haben ihren Sitz in Cupertino; weiterhin hat der irische Festplattenhersteller Seagate Technology hier seinen Verwaltungssitz. Auch viele Start-Ups in der Technologiebranche sind in Cupertino zu finden.
Die Arbeitslosenquote liegt bei 4,2 % (der US-Durchschnitt ist 6,0 %).

## Geschichte
Cupertino wurde erstmals 1776 erwähnt, als der spanische Entdecker Juan Bautista de Anza damit beauftragt wurde, eine Festung in der Bucht von San Francisco zu errichten. Bei seinen Erkundungen im Santa Clara Valley stieß er auf einen Bach, dem er den Namen Arroyo San Jose de Cupertino gab (heute Stevens Creek). Die Spanier gründeten eine kleine Siedlung, die später von Mexiko und nach dem Mexiko-Amerika-Krieg 1848 von den USA übernommen wurde. 1880 wurde die Cupertino Wine Co. nach dem Namen einer Bucht bei Pedro Font von John T. Doyle gegründet. 1904 wurde der Name „Cupertino“ u. a. für das Postamt übernommen.
In Cupertino war der Anbau von Weintrauben schon seit den 1880er Jahren sehr beliebt. 1895 zerstörte die Reblaus Phylloxera fast die gesamte Ernte (75 %) in nur fünf Jahren. Viele der Siedler bauten daraufhin andere Obstsorten wie Pfirsiche, Aprikosen, Kirschen, Walnüsse und Mandeln an. Aufgrund dieser Entwicklung wurde das Santa Clara Valley bekannt für das Blütenmeer im Frühling und förderte den Bau einer Eisenbahn für die Touristen, die später auch per Auto anreisten. Das erste Haus mit dem Namen „Monta Vista“ wurde in der Gegend um Cupertino gebaut, die fortan als „Valley of Hearts Delight“ (deutsch: „Tal des erfreuten Herzens“) bekannt war.
Aufgrund der Bevölkerungsexplosion der Nachkriegszeit wurde Cupertino 1940 aus einigen Dörfern gegründet. Cupertino wurde am 10. Oktober 1955 offiziell zur 13. Stadt in Santa Clara.
Ein weiterer wichtiger Meilenstein in der Geschichte von Cupertino war die Entstehung des VALLCO Industrie- und Wirtschaftspark, der 1960 durch die 17 größten Landbesitzer entstand. Der Park wurde nach den Hauptgründungsmitgliedern Varian Associates und den Familien Leonard, Lester, Craft and Orlando benannt. Später entwickelte sich der Wirtschaftspark in ein Einkaufszentrum. Der Anbau von Wein spielte jedoch immer noch eine große Rolle in der Gegend um Cupertino. Dann wurde jedoch das De Anza College von dem gleichnamigen spanischen Kartographen 1967 eröffnet. Die Schule übernahm das Grundstück von Charles und Ella Baldwin, Besitzern des größten Weingutes, deren Villa das historische Zentrum von Cupertino bildete. Mit über 20.000 Schülern brachte das College viel Aktivität in die Stadt.
1977 siedelte sich außerdem das Computerunternehmen Apple Computer Inc. in Cupertino an, nachdem sich das Silicon Valley um Cupertino und dem Valley of Hearts Delight ausgebreitet hatte. Es entstand der Apple Park, nahe der Homestead High School gelegen, die Gründer Steve Jobs früher besucht hatte. Auch andere Technologieunternehmen, wie Portal Software, NetManage Inc. oder Symantec begannen, in Cupertino zu arbeiten.
Heute ist in Cupertino vieles an alten, ländlichen Häusern durch Einkaufszentren ersetzt. Das Nachtleben spielt sich meist an der Grenze zu San José ab, welches sich zur Nachkriegszeit weiter im Silicon Valley ausgebreitet hatte. Cupertino ist eine moderne Stadt, mit immer noch vielen Unternehmen im Bereich der Technologie und einigen Start-Ups. Den Geschäftssitz in Cupertino zu haben, bringt Vorteile für die Unternehmer mit sich. Unter anderem ist es für die Mitarbeiter sehr attraktiv, weil sie in der Gegend um Cupertino, aufgrund der guten Infrastruktur, Grünflächen und guten Schulen, gut leben können.
Im Mai 2016 beklagte Cupertinos damaliger Bürgermeister Barry Chang die fehlenden Steuereinnahmen zur Finanzierung der gestiegenen Kosten für Erhalt und Ausbau der städtischen Infrastruktur. Das gestiegene Verkehrsaufkommen in Verbindung mit den häufig genutzten Modellen zur Steuervermeidung führten zu einer zunehmenden Krise.

## Bildung
- De Anza College
- Cupertino High School

## Städtepartnerschaften
Partnerstädte Cupertinos sind
- Copertino, Italien
- Hsinchu, Taiwan
- Toyokawa, Japan
- Mysuru, Indien

Außerdem bestehen freundschaftliche Beziehungen zu den Städten
- Guro-gu (Seoul), Südkorea
- Luoyang, Qingdao, Shanghai, Shenzhen, Suzhou, Wuhan und Zhaoqing in der Volksrepublik China.
- Yilan, Taiwan

## In Cupertino geboren
- Bryan Mantia (* 1963), Schlagzeuger
- Aaron Eckhart (* 1968), Schauspieler
- Leah Thomas (* 1989), Radrennfahrerin